# ГДР на зимних Олимпийских играх 1968
ГДР принимала участие в Зимних Олимпийских играх 1968 года в Гренобле (Франция) в первый раз, и завоевала две бронзовые, две серебряные и одну золотую медали. Сборную страны представляли 12 женщин.
| ГДР на олимпиаде 1968 года в Гренобле | ГДР на олимпиаде 1968 года в Гренобле | ГДР на олимпиаде 1968 года в Гренобле | ГДР на олимпиаде 1968 года в Гренобле | ГДР на олимпиаде 1968 года в Гренобле |
| Медали                                | Спортсмены                            | Вид спорта                            | Дисциплина                            | Результат                             |
| ------------------------------------- | ------------------------------------- | ------------------------------------- | ------------------------------------- | ------------------------------------- |
| Золото                                | Томас Кёлер Клаус Бонзак              | Санный спорт                          | мужчины                               | 1.35,85                               |
| Серебро                               | Томас Кёлер                           | Санный спорт                          | мужчины                               | 2.52,66                               |
| Серебро                               | Габриэле Зайферт                      | Фигурное катание                      | женщины                               |                                       |
| Бронза                                | Клаус Бонзак                          | Санный спорт                          | мужчины                               | 2.53,33                               |
| Бронза                                | Андреас Кунц                          | Лыжное двоеборье                      | мужчины                               | 444,10                                |